# Achaja (powieść)
Achaja – trzytomowa powieść Andrzeja Ziemiańskiego, klasyfikowana najczęściej jako fantasy. Występują w niej elementy magiczne i naprzyrodzone. Powieść podzielona jest na trzy tomy, które ukazywały się w latach 2002–2004 nakładem wydawnictwa Fabryka Słów. Pierwsze dwa tomy nominowane były do Nagrody im. Janusza A. Zajdla. Drugi tom otrzymał w 2004 roku Nagrodę Nautilus. Kontynuacją jest Pomnik Cesarzowej Achai.

## Informacje wydawnicze
Tom pierwszy (grudzień 2002) to 624 strony, tom drugi (listopad 2003) 560 stron, zaś tom trzeci i ostatni (grudzień 2004) jest najkrótszy, liczy 416 stron. W 38. numerze miesięcznika „Science Fiction” (maj 2004) ukazał się zaginiony rozdział z tomu drugiego, który wskutek błędu nie znalazł się w książce. Ilustracje na okładkach wszystkich tomów są autorstwa Piotra Cieślińskiego, zaś wewnątrz książek autorstwa Dominika Brońka.

### Wydania
Tom 1
- 1: grudzień 2002, Fabryka Słów (ISBN 83-89011-05-0)
- 2 poprawione: 2003, Fabryka Słów
- 3 wznowione, z nową szatą graficzną: marzec 2011, Fabryka Słów

Tom 2
- 1: listopad 2003, Fabryka Słów (ISBN 83-89011-33-6)
- 2 zmienione, poprawione, z nową szatą graficzną: maj 2011, Fabryka Słów

Tom 3
- 1: grudzień 2004, Fabryka Słów (ISBN 83-89011-25-5)
- 2 wznowione ze zmienioną szatą graficzną: grudzień 2011, Fabryka Słów

## Fabuła utworu
Główną bohaterką powieści jest Achaja, córka Archentara, jednego z siedmiu Wielkich Książąt królestwa Troy. Młodsza od niej macocha pragnie pozbyć się pasierbicy. Częściowo jej się to udaje, gdy na skutek jej spisku Achaja zostaje powołana do wojska, a jej oddział po walce z armią wrogiego cesarstwa Luan trafia do niewoli.
Równolegle opisywane są przygody skryby Zaana i byłego galernika Siriusa, którzy parają się wszelkiego rodzaju oszustwami, oraz trzeci wątek opowiadający o czarowniku Meredithcie, przypadkowo, jak się wydaje, wplątanym w boskie sprawy.

## Odbiór
W 2005 tom III zrecenzował Jacek Dukaj dla czasopisma „Nowa Fantastyka”. Uznał go za utwór słabszy od poprzednich tomów (chwaląc pierwszy tom jako zawierający "interesujące zagadki"). Tom III natomiast skrytykował jako niepotrzebnie napęczniały przez "długie monologi banalnego cynizmu oraz militarne dygresje" i będący przykładem "fabularyzowanych wykładów światopoglądowych autora i jego teorii wojskowych" Styl Ziemiańskiego opisał jako charakteryzowany przez "prosty język, wulgaryzmy, dużo dialogów, w miarę szybką akcję, koszarowy humor".

## Analiza
Według Katarzyny Kaczor postać Achai jest inspirowana postacią Jirel z Joiry C.L. Moore.